# Xestia murtea
Xestia murtea är en fjärilsart som beskrevs av Corti och Max Wilhelm Karl Draudt 1933. Xestia murtea ingår i släktet Xestia och familjen nattflyn. Inga underarter finns listade i Catalogue of Life.